# Gerda Spillmann
Gerda Spillmann (* 15. Oktober 1920 in Volketswil; † 21. Februar 2025) war eine Schweizer Unternehmerin. Sie galt als Grande Dame der Schweizer Kosmetikbranche und als Pionierin feuchtigkeitspendender Pflegekosmetik.

## Leben
Gerda Spillmann kam als Tochter einer Bauernfamilie zur Welt. Sie verlor ihren Vater im Dezember 1934, der eine 5-köpfige Familie hinterliess. Nach dem Abschluss der Handelsschule entschloss sie sich, nicht zuletzt wegen ihres Interesses an der Geschichte der alten Ägypter und den Schönheitsritualen von Nofretete, in die Kosmetikbranche einzusteigen.
Am 12. Juli 1944 liess Spillmann ihre Einzelfirma in das Handelsregister in Zürich eintragen. Dabei verfügte sie  über ein  Produktesortiment, das ein Chemiker in seiner Freizeit gemäss ihren Wünschen in Kleinstmengen herstellte. Ihre Pflegeprodukte verkaufte sie zunächst mit Hilfe ihrer Geschwister bei den Kundinnen zu Hause. Ihre Zielkundschaft war von Anfang an die gehobenere Bevölkerungsschicht. Später erfolgte der Verkauf auch über Reformhäuser, Drogerien, Apotheken und Coiffeursalons.
In den 1950er und 1960er Jahren veranstaltete Gerda Spillmann einwöchige Schulungsseminare in  Schweizer Nobelhotels, an denen jeweils rund 50 bis 100 Personen teilnahmen. Später vertrieb Spillmann ihre Produkte auch gezielt an Swissair-Hostessen.
1954 lancierte Gerda Spillmann ein Sonnenschutzmittel, das sie durch die Bekanntschaft mit dem nepalesischen  Bergsteiger «Sherpa» Tenzing Norgay, Sherpa Tensing benannte. Das Sonnenschutzmittel entwickelte sich zum Verkaufserfolg und wurde ab 1968 mit einem Vertriebspartner vermarktet. Aufgrund gewisser Meinungsverschiedenheiten trennte sich Gerda Spillmann später ganz von diesem Produkt.

## Internationalisierung
Ab den frühen 1980er Jahren wurde die Marke Gerda Spillmann auch international bekannt. Durch einen Familienfreund, dem Gerda Spillmann die Rechte gab, ihre Marke international bekannt zu machen, wurden die Produkte in den Vereinigten Staaten an verschiedenen Kosmetikmessen und Shows vorgestellt. Die Produkte zogen so unter anderem auch die Aufmerksamkeit von Hollywood-Visagisten an. Damit stieg der Bekanntheitsgrad von Gerda Spillmann und ihren Produkten besonders unter prominenten Persönlichkeiten. Zu ihren Kunden zählen unter anderem die Visagisten von Kate Beckinsale, George W. Bush, Bill und Hillary Clinton, Angelina Jolie, Winona Ryder, Barbra Streisand und Liz Taylor. Zuletzt expandierte sie 2005 nach China.
Gerda Spillmann hat nie geheiratet. Sie leitete ihr Unternehmen persönlich bis ins Alter von 90 Jahren, ehe sie das Unternehmen 2010 an Roland Landolf verkaufte.